# Президент Ісландії

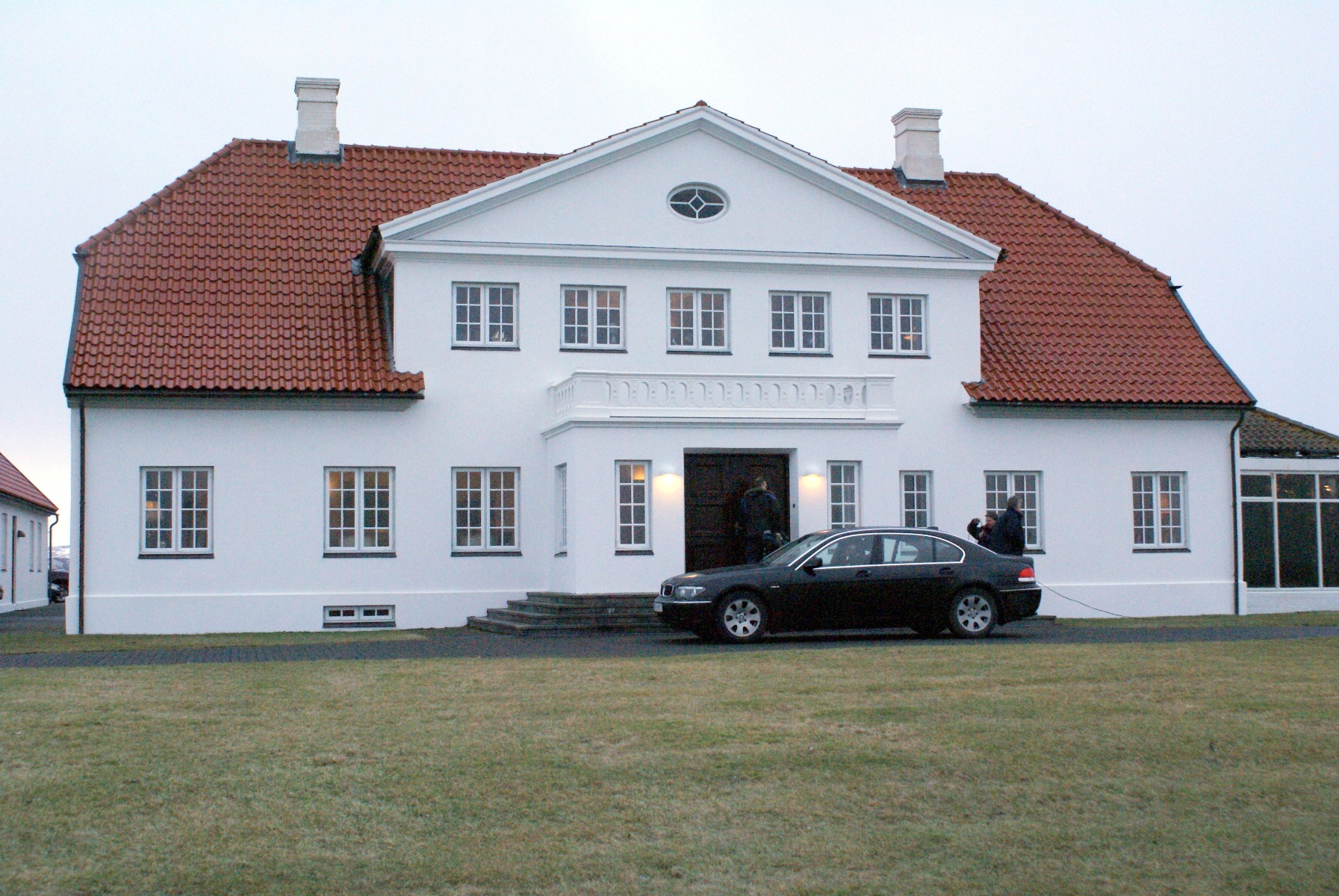
Резиденція Президента Ісландії.

Президент Ісландії (ісл. Forseti Íslands) — глава держави Ісландія. Його повноваження дуже обмежені. Президента обирають прямим голосуванням терміном на чотири роки. Кількість каденцій необмежено. Зазвичай, коли президент виявляє бажання продовжити роботу, а ніхто інший не подає кандидатури, то вибори не відбуваються, а президент розпочинає наступну каденцію. Досі в історії Ісландії з 1944 року (коли країна стала остаточно незалежною від Данії) було 5 президентів. З-поміж них Віґдіс Фіннбоґадоттір — перша жінка у світі, яку було обрано на таку посаду на демократичних виборах. Її наступником став Оулавюр Рагнар Грімссон, уперше обраний 1996 року. 2000 та 2008 не з'явився жоден кандидат, а 2004 він вдруге переміг на виборах. З 25 червня 2016 року президентом Ісландії був обраний Гвюдні Йоуганнессон. З 1 серпня 2024 року президентом Ісландії є Халла Томасдоттір
Резиденція президента Ісландії розташована в Бессастадірі (Bessastaðir) в місцевості Альфтанес (Álftanes), неподалік від Рейк'явіка, столиці країни.

## Список президентів
- Свейнн Б'єрнссон (17 червня 1944 — 25 січня 1952)
- 25 січня 1952 — 1 серпня 1952: обов'язки президента виконував прем'єр-міністр
- Асгейр Асгейрссон (1 серпня 1952 — 1 серпня 1968)
- Крістьян Елд'ярн (1 серпня 1968 — 1 серпня 1980)
- Вігдіс Фіннбогадоттір (1 серпня 1980 — 1 серпня 1996)
- Олафур Рагнар Грімссон (з 1 серпня 1996 — 1 серпня 2016)
- Гвюдні Йоуганнессон (1 серпня 2016 — 1 серпня 2024)
- Халла Томасдоттір — (з 1 серпня 2024 )